# Martin Rodbell

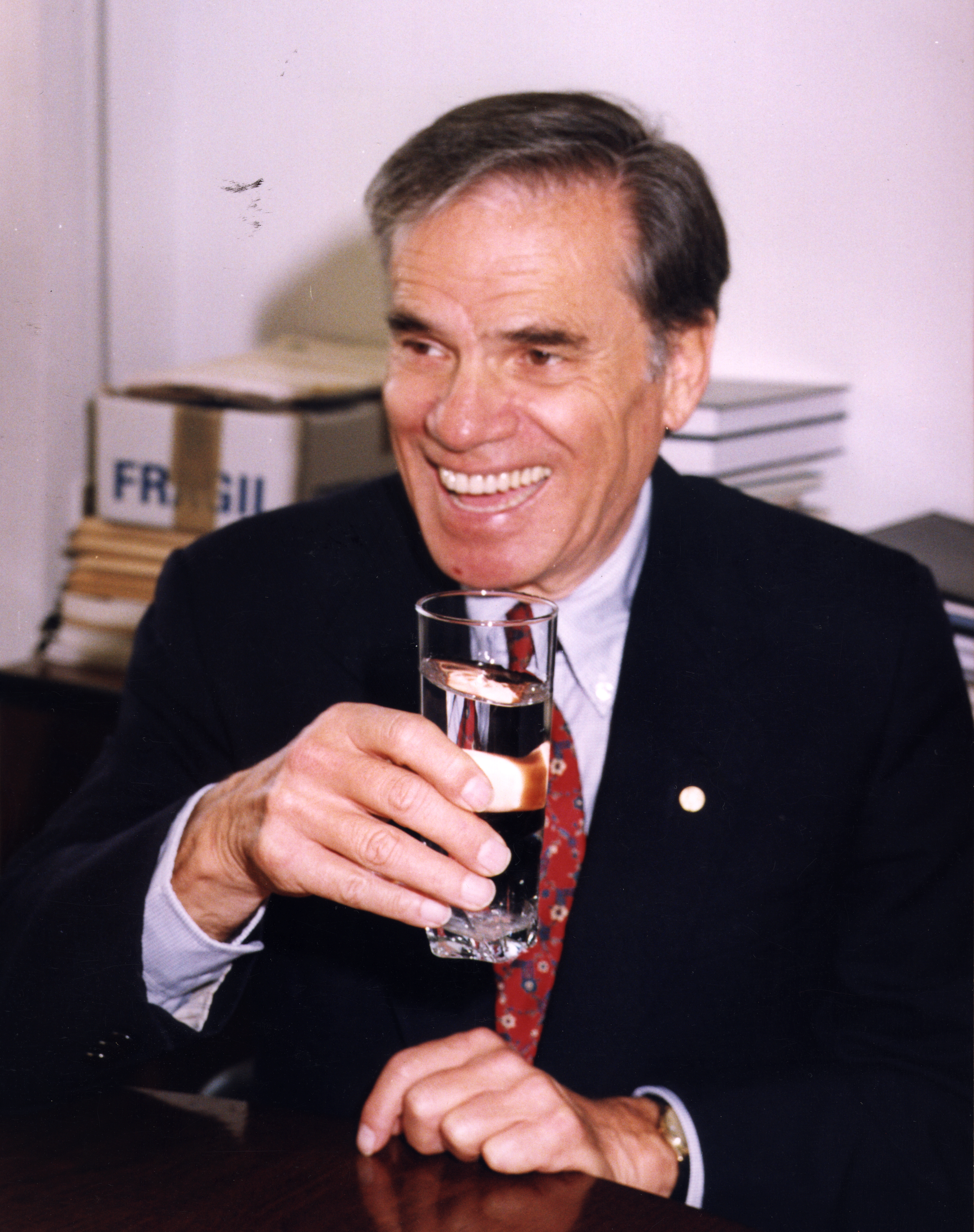
Martin Rodbell (1995)

Martin Rodbell (* 1. Dezember 1925 in Baltimore, Maryland; † 7. Dezember 1998 in Chapel Hill, North Carolina) war ein US-amerikanischer Biochemiker. Er entdeckte die G-Proteine und war an der Aufklärung ihrer Funktion für die Signalübertragung in den Zellen maßgeblich beteiligt. Für diese Arbeiten erhielt er 1994 gemeinsam mit Alfred G. Gilman den Nobelpreis für Physiologie oder Medizin.

## Leben und Werk

### Berufliche Karriere
Martin Rodbell studierte an der Johns Hopkins University in Baltimore Biologie und Chemie, bevor er sich vollständig auf die Biochemie konzentrierte. 1954 wurde er an der University of Washington in Seattle promoviert. 1956 wurde er als Biochemiker in Bethesda am Nationalen Gesundheitszentrum im Bereich Ernährung und Endokrinologie tätig. 1967 bis 1968 war Rodbell in der Schweiz und Professor und Direktor am Institut für Klinische Biochemie der Universität Genf. Zwischen 1970 und 1985 war er Leiter der Abteilung für Zellsteuerung an den National Institutes of Health in Bethesda (Maryland).
1984 wurde er gemeinsam mit Alfred G. Gilman mit einem Gairdner Foundation International Award ausgezeichnet. 1985 wechselte er als wissenschaftlicher Direktor an das National Institute of Environmental Health Sciences im Research Triangle Park in North Carolina. Dort leitete er von 1989 bis 1994 die Abteilung für Signalübertragung. 1987 erhielt er, auch diesmal gemeinsam mit Alfred G. Gilman, den Richard Lounsbery Award und 1994 den Nobelpreis für Physiologie oder Medizin „für die Entdeckung der Zellkommunikation und im Speziellen der Entdeckung der G-Proteine“. Im gleichen Jahr ging er in den Ruhestand.
Rodbell war Mitglied der National Academy of Sciences (seit 1987), der American Academy of Arts and Sciences (seit 1993) und der Ungarischen Akademie der Wissenschaften. Er war mit Barbara Ledermann verheiratet. Deren Schwester Susanne war eine Schulfreundin von Anne Frank und zusammen mit ihren Eltern, Opfer des Holocaust.

### Bedeutung der Forschung
Die Hauptbedeutung für die wissenschaftliche und medizinische Forschung hatten Martin Rodbells Arbeiten zu den G-Proteinen, die als molekulare Schalter bei fast allen signalübertragenden Prozessen der Zelle eine wesentliche Rolle spielen. G-Proteine vermitteln die Wirkung von Hormonen ebenso wie die Reizvermittlung bei Sinnesleistungen wie dem Sehen, Riechen und Schmecken. Die Forschungen von Rodbell führten die Arbeiten von Earl Wilbur Sutherland, Medizin-Nobelpreisträger im Jahr 1971, weiter, der bereits in den 1960er Jahren erkannte, dass Hormone nicht in die Zellen eindringen, sondern bereits an der Zelloberfläche wirken und spezifische biochemische Reaktionen in der Zelle auslösen. Bekannt war, dass das zyklische Adenosinphosphat (cAMP) als Botenstoff wirkt, indem es die Synthese spezifischer Proteine stimuliert und Enzyme induziert.

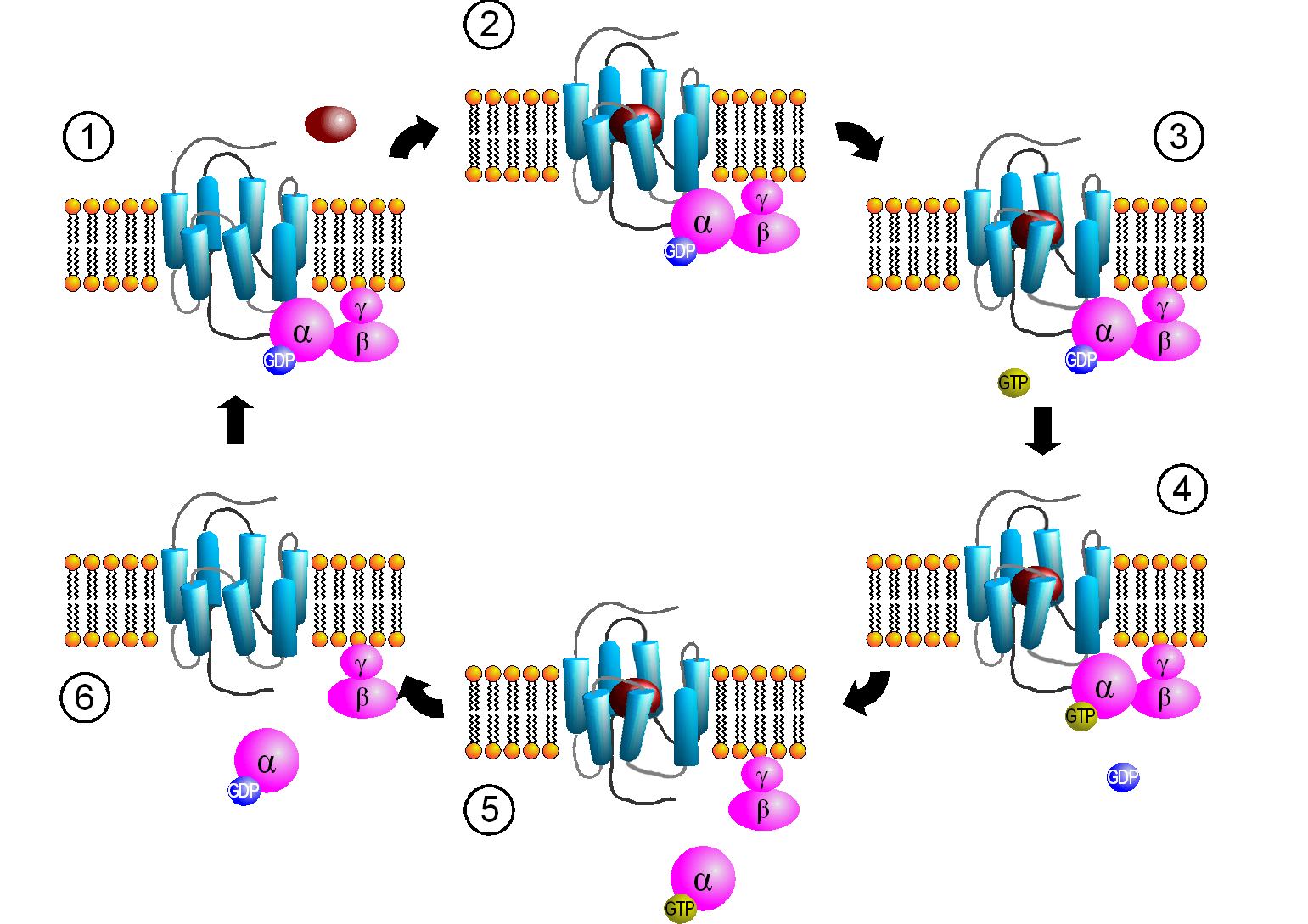
Funktionsweise eines G-Protein-gekoppelten Rezeptors

Martin Rodbell konnte zeigen, dass als Substrat für eine hormonelle Wirkung neben dem Adenosintriphosphat (ATP) ein weiteres Nukleotid, das Guanosintriphosphat (GTP) notwendig ist. An dem Hormin Glukagen konnten seine Arbeitsgruppe zeigen, dass eine wirksame Bindung des Hormons an der Zellmembran erst bei Anwesenheit des Guanosintriphosphats möglich ist. In den 1960er bis 1970er Jahren konnte Rodbell nachweisen, dass für eine Signalübertragung von der Außenseite der Zelle in das Zellinnere drei funktionelle Einheiten erforderlich sind:
- ein Rezeptor bzw. Diskriminator, der die ankommenden Signale erkennt,
- ein Transducer, der das Signal umwandelt und
- ein Verstärker, der einen Botenstoff in ausreichender Menge im Inneren der Zelle freisetzt

Die wesentliche Entdeckung Rodbells war dabei die Identifizierung des Transducers, der von dem energiereichen Guanosin-5-Triphosphat angetrieben wurde. Gemeinsam mit Alfred G. Gilman konnte er zeigen, dass diese Transducer, G-Proteine genannt, als Umschalter in der Zelle fungieren und die Signale von der Außenseite umwandeln und an die Verstärkerproteine weitergeben.